# Janina Wojnar-Sujecka
Janina Wojnar-Sujecka (ur. 1922, zm. 15 września 2018) – polska socjolog, historyk filozofii i myśli społecznej, prof. dr hab.

## Życiorys
Obroniła pracę doktorską, następnie w roku 1975 uzyskała stopień doktora habilitowanego na podstawie pracy Myśl, działanie, rzeczywistość. Studium o światopoglądzie socjalistycznym Jean Jauresa. Otrzymała nominację profesorską. Od 1951 do 1983 pracowała w Instytucie Socjologii Uniwersytetu Warszawskiego, prodziekan Wydziału Nauk Społecznych UW w latach 1970-1971 i 1975-1978, wicedyrektor Instytutu Socjologii UW w latach 1971-1972. Należała do Polskiego Towarzystwa Socjologicznego, Polskiego Towarzystwa Historycznego, a także Komitetu Nauk Filozoficznych na I Wydziale Nauk Społecznych Polskiej Akademii Nauk. Zmarła 15 września 2018.